# Hồ Thiền Quang
Hồ Thiền Quang (hay còn gọi là Hồ Hoa le, tên tiếng Pháp là Hồ Halais được đặt theo tên của phố Nguyễn Du (rue Halais) thời Pháp thuộc) là một hồ ở quận Hai Bà Trưng, Hà Nội. Hồ được bao quanh bởi bốn con phố/đường đầy cây xanh và bóng mát là Nguyễn Du, Trần Bình Trọng, Trần Nhân Tông và Quang Trung, đặc biệt là đường Nguyễn Du có hàng cây hoa sữa tỏa hương ngào ngạt vào mùa thu.
| “ | ... Nhớ phố Quang Trung, đường Nguyễn Du những đêm hoa sữa thơm nồng... | ” |

Hồ nằm ngay phía trước cổng chính của Công viên Thống Nhất (trước là Công viên Lê Nin) là một trong những nơi nghỉ ngơi, thư giãn và hóng mát của người Hà Nội.
Tên hồ Thiền Quang có nghĩa là "đạo sáng", ánh sáng của thiền, vốn được đặt theo tên làng Thiền Quang.

## Lịch sử

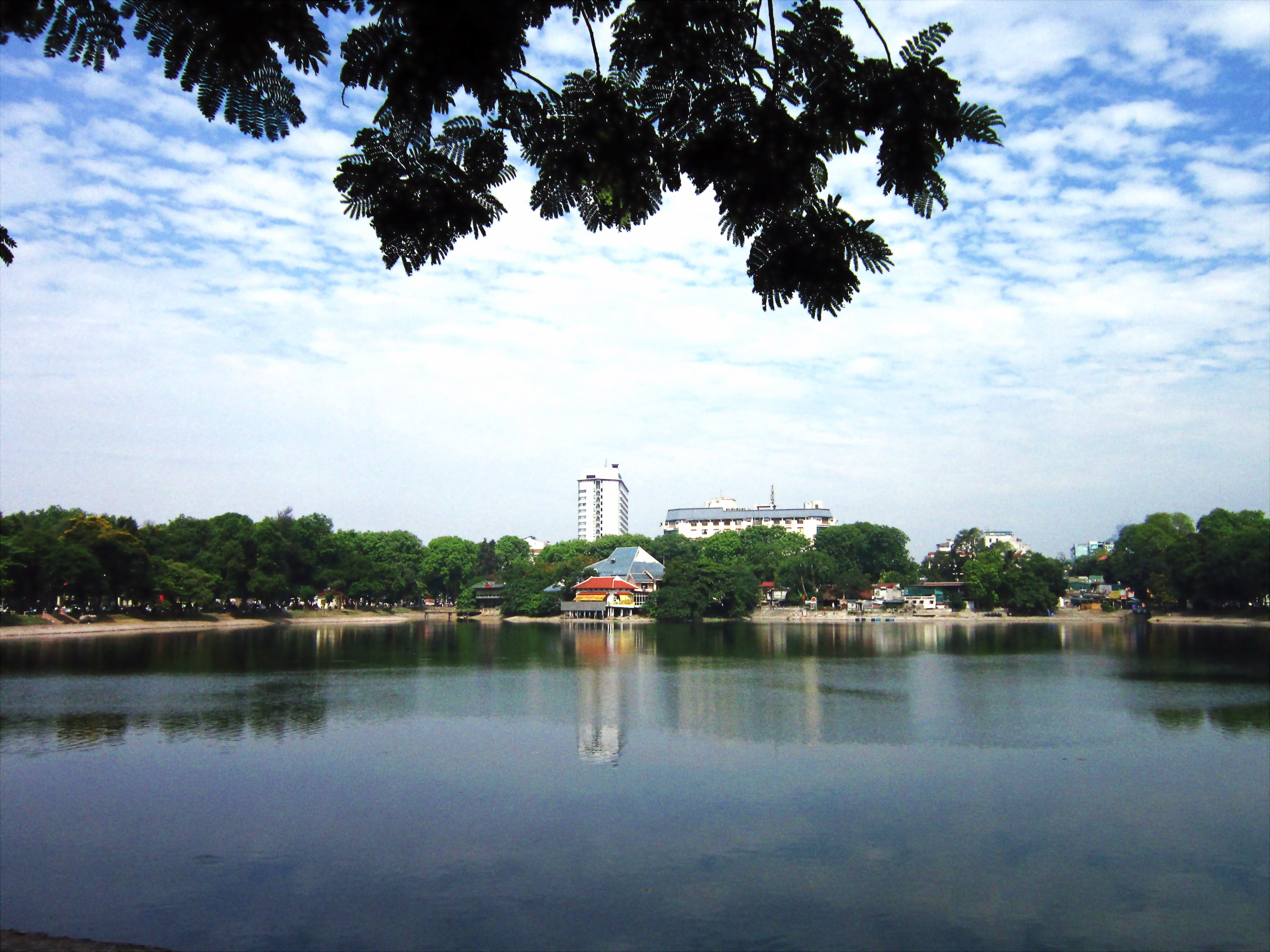
Một góc hồ Thiền Quang (ảnh 2)

Trong bản đồ Hà Nội năm 1831 thì hồ có tên là Liên Thủy, rộng hơn hồ bây giờ: phía tây giáp phố Yết Kiêu ngày nay, phía đông ăn lấn vào vị trí phố Nguyễn Bỉnh Khiêm, phía bắc tới phố Trần Quốc Toản và phía nam thì thông với hồ Bảy Mẫu. Quanh hồ có làng Liên Thủy ở phía bắc và tây, làng Thiền Quang ở phía đông nam (đầu phố Nguyễn Đình Chiểu), làng Quang Hoa ở tây nam và Pháp Hoa ở phía nam. Thời Pháp thuộc, hồ bị lấp dần để xây phố và có hình dạng ổn định từ năm 1930. Những năm cuối thế kỷ 20, bờ hồ này (do lúc đó hệ thống đèn chiếu sáng còn yếu) tụ tập nhiều dân đồng tính luyến ái, gái mại dâm và chích ma túy. Năm 2003, Sở Giao thông Công chính Hà Nội đã thực hiện kế hoạch tát nước, nạo vét lòng hồ, kè lại bờ và đổ lại nước mới vào, giữ cho bầu không khí tại đây được trong sạch. Ba phía vòng quanh hồ được xây các vườn hoa nhỏ, có khu đi vệ sinh, có ghế đá cho dân ngồi nghỉ ngắm cảnh. Phía phố Trần Bình Trọng (tên thời Pháp là Đơ-loóc-mơ rue Delorme) có cụm ba ngôi chùa Thiền Quang, Quang Hoa và Pháp Hoa nằm cạnh nhau, ở số nhà 31-33. Chùa của làng Liên Thủy bị phá năm 1926, vốn nằm tại vị trí số nhà 62 phố Nguyễn Du.
Phố Nguyễn Du trước kia gồm ba phố: đoạn đầu từ Phố Huế đến Quang Trung là phố Ri-ki-ê (rue Riquier), đoạn giữa dọc theo hồ là phố Ha-le, đoạn cuối từ Trần Bình Trọng đến Lê Duẩn là phố Đuy-phuốc (rue Defourcq)
Phố Thiền Quang trước kia cũng là một phần của hồ, do Pháp lấp và lấn hồ năm 1920-1925, đặt tên là phố Cơ-rê-vốt (rue Crévost).
Phố Trần Nhân Tông chạy dọc phía bờ nam của hồ, vắt qua công viên Thống Nhất và rạp xiếc Trung ương, vốn là phố Công sứ Mi-ri-ben (rue Résident Miribel) đổi tên sau 1945.
Phố Quang Trung bên bờ đông có tên thời Pháp là đại lộ Giô-rê-ghi-be-ri (boulevard Jauréguiberry). Phố Hồ Xuân Hương đâm từ đoạn cuối Quang Trung ra phố Bà Triệu, vốn cũng là phần của hồ được lấn ra năm 1920, với tên phố Gia-bui (rue Jabouille)
Phố Nguyễn Bỉnh Khiêm, đoạn đầu gần phố Hồ Xuân Hương trước kia vốn là phần của hồ và bãi rác, sau 1930 được lấp và lấn, có tên cũ là phố Rơ-nê Đô-ren (rue René Daurelle)
Thôn Liên Thủy có một đoạn phố cụt mang tên Liên Trì (ao sen), là kết hợp phố Ba-rô-na (rue Barona) và ngõ Trạng Trình cũ

## Sự kiện
22 giờ ngày 5 tháng 2 năm 2018, 6 cặp thiên nga (3 trắng 3 đen) được đưa từ hồ Hoàn Kiếm về hồ Thiền Quang để Công ty Thoát nước Hà Nội bảo vệ và chăm dưỡng khiến nơi này thành địa điểm duy nhất tại Việt Nam có thiên nga.

## Hình ảnh

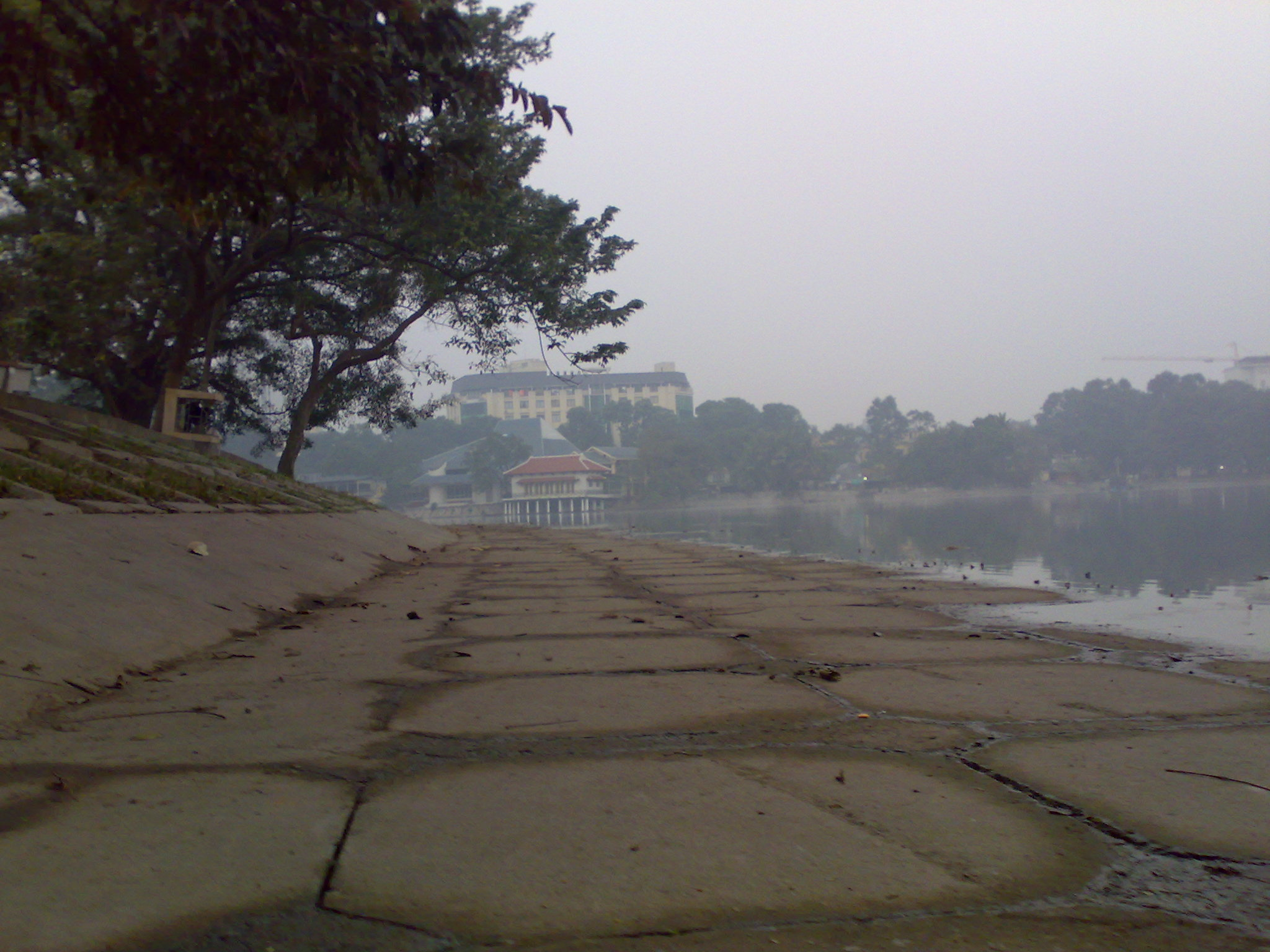
Mặt nước hồ, đoạn phía phố Trần Nhân Tông, nhìn về rạp chiếu phim Sinh viên
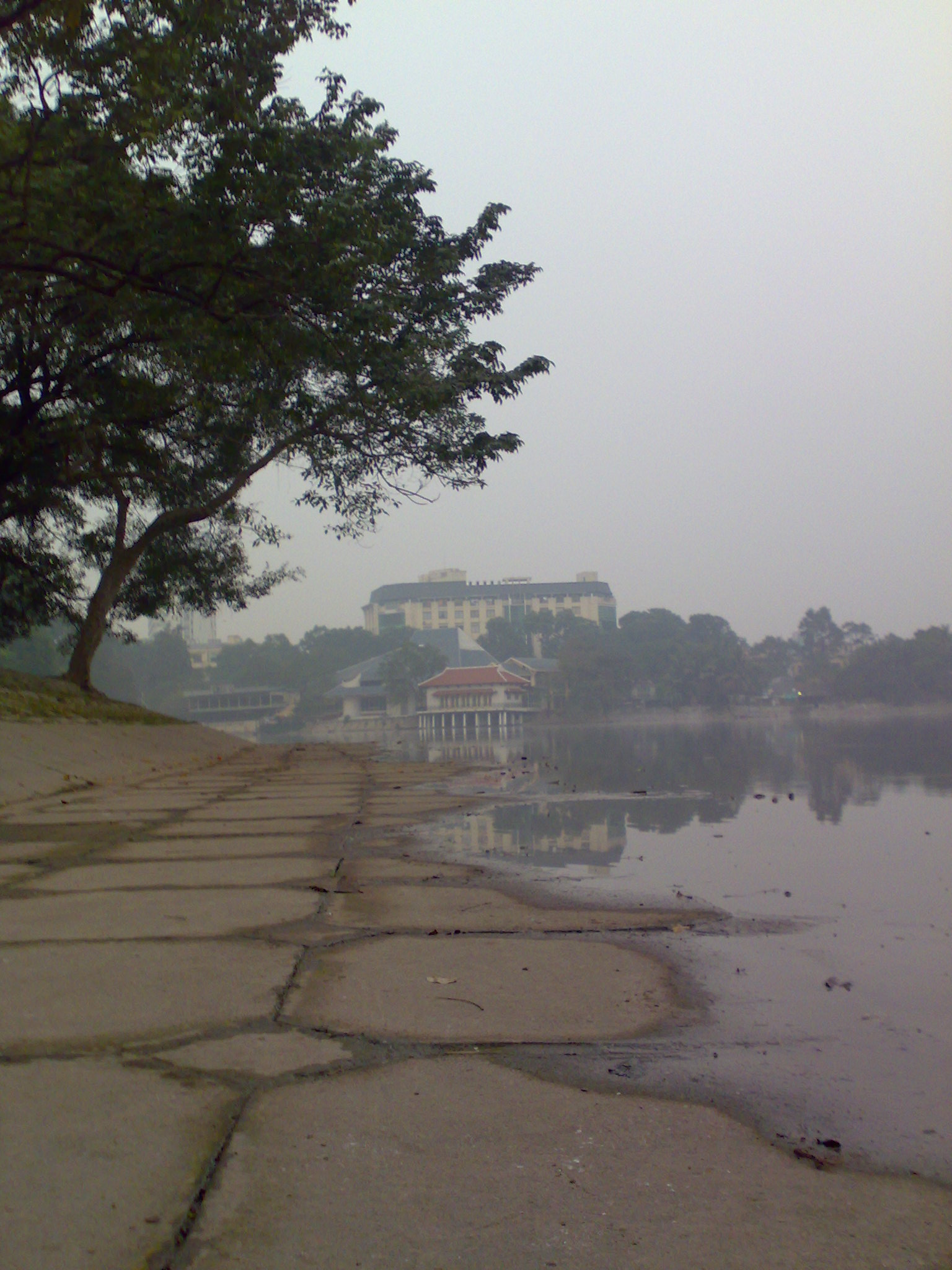
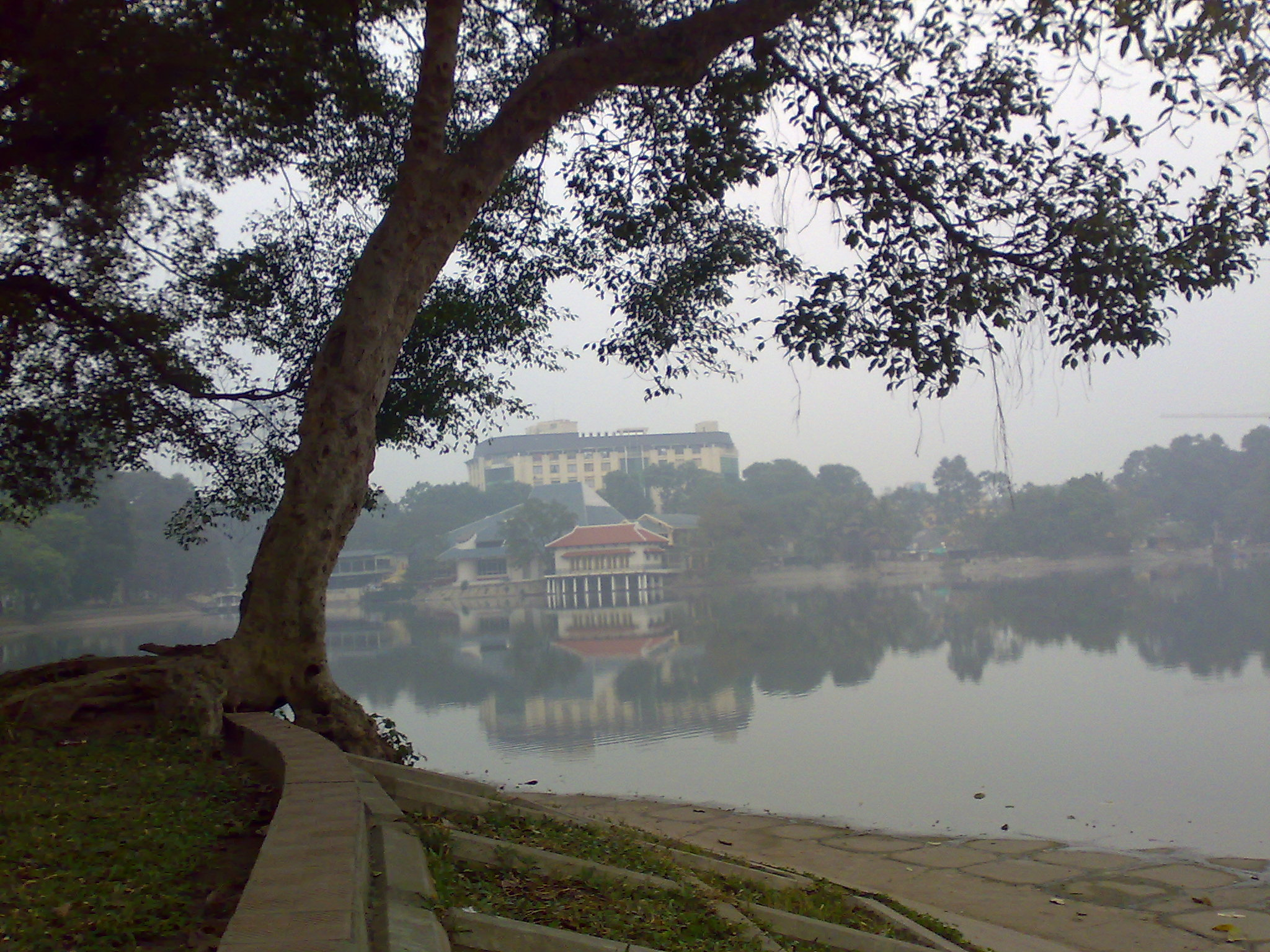
Một gốc cây lẻ loi bên hồ
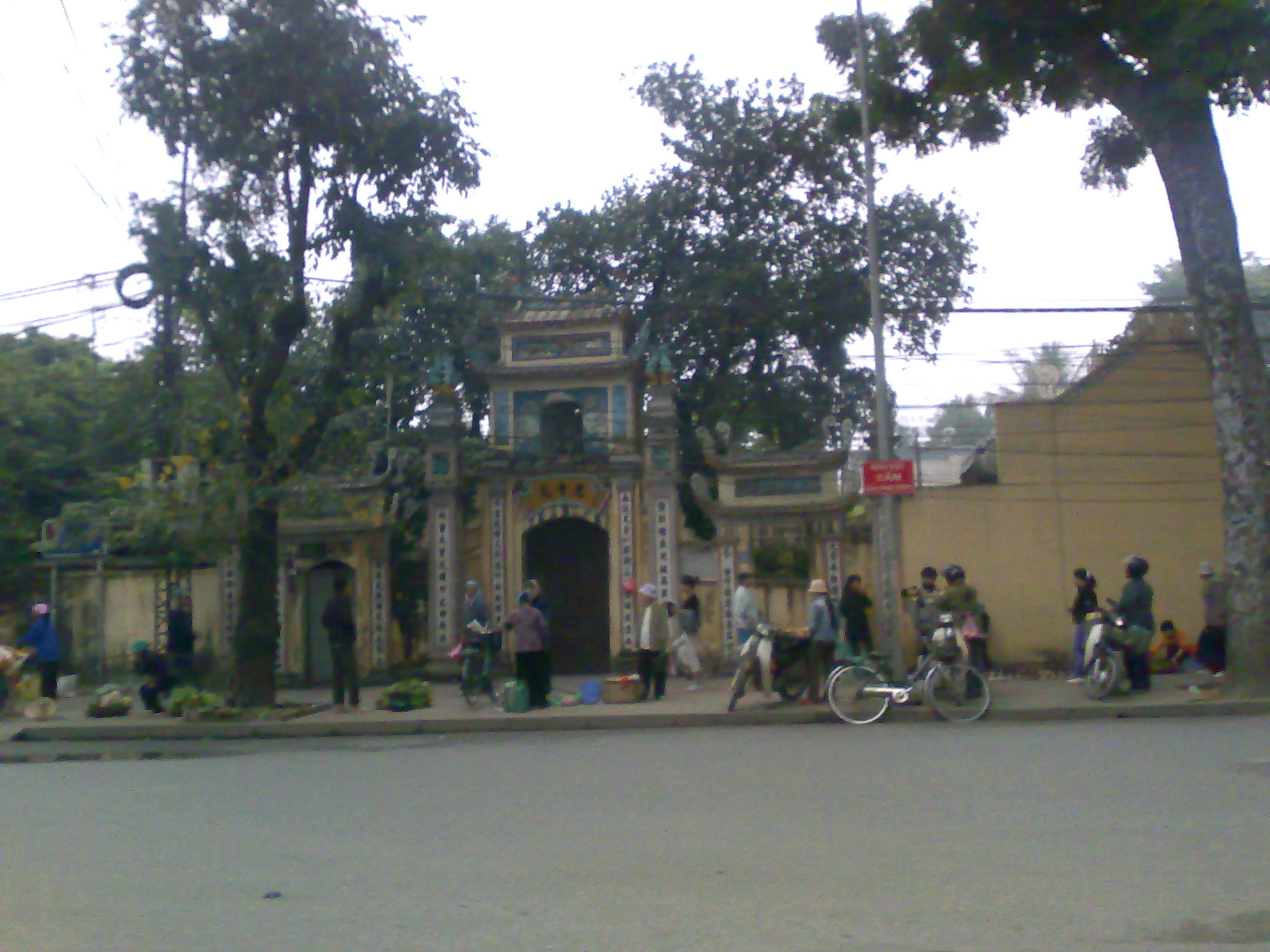
Chùa Quang Hoa
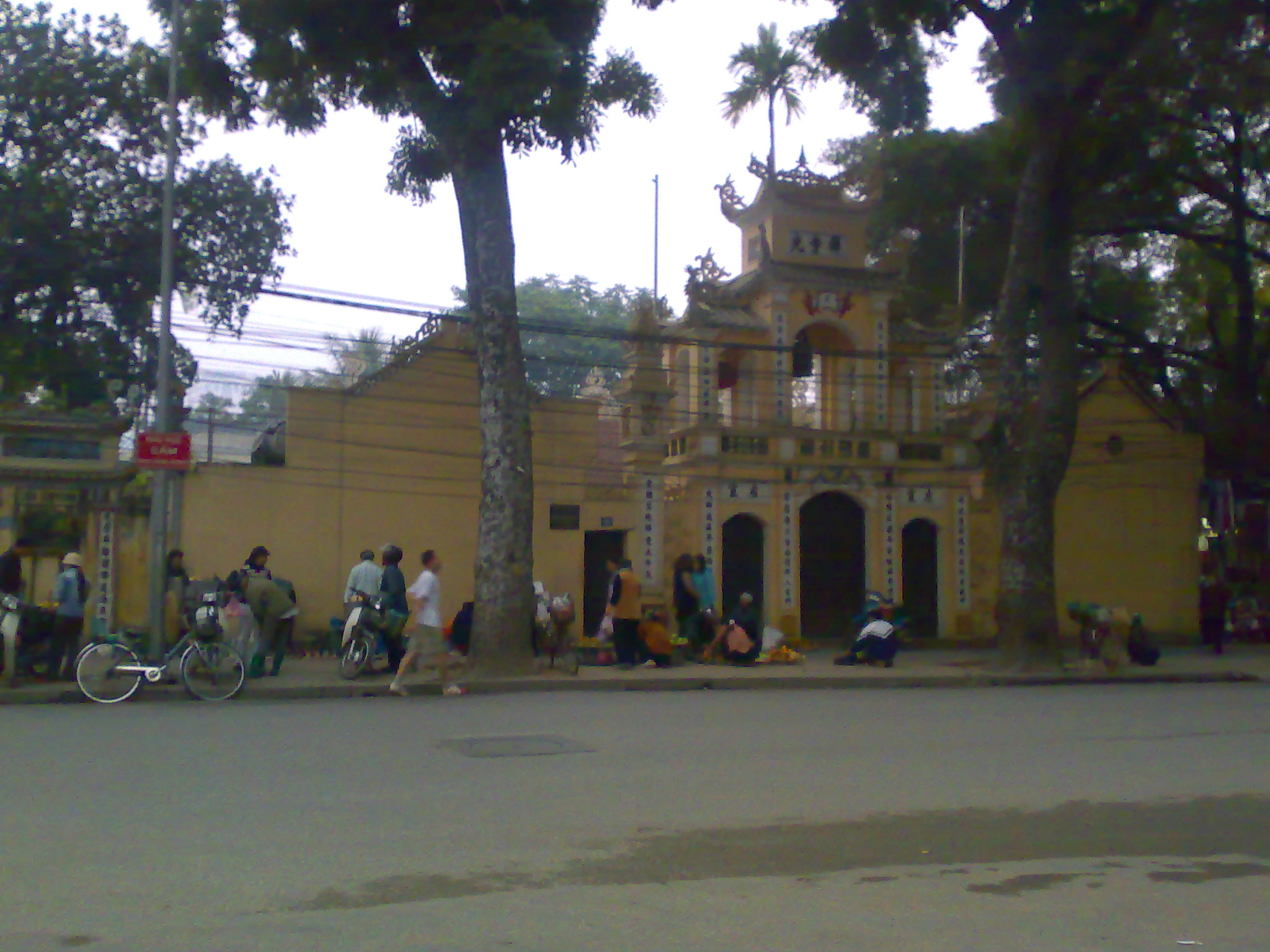
Chùa Thiền Quang